# Grotesque (After the Gramme)
Grotesque (After the Gramme) — третий студийный альбом британской рок-группы The Fall, записывавшийся с продюсерами Грантом Шоубизом, Джеффом Трэвисом и Мэйо Томпсоном в августе 1980 года и выпущенного звукозаписывающей компанией Rough Trade Records 17 ноября 1980 года. Обложку альбома оформила сестра Марка Э. Смита Сюзанн. Альбом стал первым, записанным при участии Пола Хэнли, который вошёл в состав группы в начале 1980 года, в пятнадцатилетнем возрасте.

## История создания
Выпуску Grotesque предшествовали два сингловых релиза: «How I Wrote Elastic Man» и «Totally Wired», которые не вошли в оригинальный виниловый вариант альбома, но были включены в CD-перевыпуски.

Основной темой альбома, согласно формулировке Марка Смита, была история так называемого «гротескного крестьянства»; феномена, возникшего как часть движения «новых пуритан». Смит говорил: 
Это попытка сказать о том, какова сейчас Британия. Думаю, меня очень увлек вопрос об английской классовой системе, особенно после поездки в Америку. Нас кормят всей этой туфтой об убийствах в Америке, и о том, какой там бандитский капитализм, но положение рабочих там лучше, чем у нас. Англия настолько полна лицемерием — сначала освободили рабов, потом свой же рабочий север стали третировать как мусор — и всегда так было… Мы отправились в Нью-Йорк, ну да, я знаю про насилие и про то, что Леннона там застрелили, но там намного безопаснее, чем в Манчестере или где угодно в Йоркшире в половине одиннадцатого. Как только пабы закрываются в Манчестере или Йоркшира, начинается нечто смертельное…Марк Э. Смит. New Musical Express, 1981
Отмечалось, что именно в этом альбоме Марк Э. Смит начал отдавать предпочтение сюжетным историям с аллегорическим контекстом.
Альбом Grotesque стал последним для персонажа по имени Totale VII, старомодного северянина, воплощения традиционалиста, которому Смит доверял препоручил свои наиболее консервативные воззрения. На смену ему пришла новая концепция — «проль-арт-угрозы» (англ. prole art threat), быстро подхваченная прессой, писавшей о Fall и на некоторое время провозглашённая программной идеей.

## Отзывы критики
В музыкальном отношении альбом ознаменовал отход от стиля двух первых альбомов, Live at the Witch Trials и Dragnet; критики отметили в нём влияние Velvet Underground, преобладание атонального «гула» в аранжировках.
Критика отметила заметно возросшее поэтическое мастерство Смита — в частности, в таких программных заявлениях о «состоянии нации», как «English Scheme» и «C 'n' C-S Mithering». Несколько треков альбома потребовали специальной расшифровки: название «The NWRA» означало «The North will rise again»; в заголовке «C 'n' C-S Mithering» содержалась отсылка к «cash and carries», в частности двум складам неподалёку от Манчестера, в «WMC-Blob 59», аббревиатура WMC означало — Working Men’s Club. При этом Айра Роббинс (Trouser Press) предположил, что «тексты Смита могли бы показаться более интересными на бумаге, чем под такой атональный аккомпанемент, записанный в студии явно с одного захода». Напротив, рецензент Allmusic высоко оценил музыкальную составляющую альбома (в котором был достигнут идеальный баланс между спонтанностью, небрежностью и местами — идеальной точностью), отметив, что Марк Райли и Крэйг Скэнлон оформили здесь на редкость эффективный тандем.
В списке «20 лучших манчестерских альбомов» журнала Uncut (февраль, 1999), где первенствовал Closer Joy Division, Grotesque занял 13-е место.

## Список композиций

### Сторона 1
1. «Pay Your Rates» (Mark E. Smith) — 2:58
2. «English Scheme» (Marc Riley, Craig Scanlon, Smith) — 2:06
3. «New Face in Hell» (Riley, Scanlon, Smith) — 5:40
4. «C 'n' C-S Mithering» (Smith, Steve Hanley, Riley, Scanlon) — 7:36
5. «The Container Drivers» (Riley, Scanlon, Hanley, Smith) — 3:08

### Сторона 2
1. «Impression of J Temperance» (Riley, Scanlon, Smith) — 4:20
2. «In the Park» (Smith) — 1:43
3. «WMC-Blob 59» (Smith) — 1:19
4. «Gramme Friday» (Scanlon, Riley, Smith) — 3:19
5. «The NWRA» (Scanlon, Hanley, Smith) — 9:08

## Комментарии к песням
- The NWRA. — «Дж. Тоталь рассказывает в ней о смерти своего отца, — история личная, но необходимая… У R.T. XVII происходит сердечный приступ — на последней ноте»[10]. — Пресс-релиз.

«The North Will Rise Again» Смит считал центральной вещью пластинки:

 Все знают о разрыве между севером и югом в Англии, но The North Will Rise Again не политическое заявление, это рассказ, своего рода научно-фантастический рассказ. В основу легли сюжеты нескольких снов после того, как мы сыграли много концертов на севере. Она о том, что произошло бы в случае революции. Это чистая фантазия, нечто на грани научной фантастики… Все конечно отреагировали: Ха! Север? Опять Смит о парнях в кепках… Но, собственно, смысл песни — в том, что если Север восстанет, он снова потерпит поражение… Это — документ о революции, которая могла бы произойти. Пишут же книги о том, что могло бы случиться, если бы нацисты вторглись в Великобританию. Тут такой же подход. — Марк Э. Смит. New Musical Expres. 1981
«Я был очень разочарован рецензиями… не то, чтобы они как-то меня тронули, но все равно, The North Will Rise Again для меня центральная часть альбома. Над ней я действительно поработал. И я думал, к ней отнесутся более <вдумчиво>», — добавлял Смит.

## Участники записи
- Mark E. Smith — вокал, казу, гитара
- Marc Riley — гитара, клавишные
- Craig Scanlon — гитара
- Steve Hanley — бас-гитара
- Paul Hanley — ударные[2]